# Qui m'aime me suive ! (film, 2019)
Ne doit pas être confondu avec Qui m’aime me suive.
Pour plus de détails, voir Fiche technique et Distribution.
Qui m'aime me suive ! est une comédie française coécrite et réalisée par José Alcala, sortie en 2019. Au départ comédie de mœurs, le film se transforme en road movie.

## Synopsis
Dans un village de l'intérieur de l'Hérault, Gilbert et Simone mènent une retraite relativement agitée, notamment à cause du caractère acariâtre de Gilbert. Le départ d'Étienne, leur voisin et amant de Simone, n'arrange rien. Elle décide de quitter son époux. Celui-ci, gravement fâché avec sa propre fille, est cependant chargé de garder son petit-fils Terence pour un temps indéterminé. Il part alors à la recherche de Simone accompagné de Terence. 

## Fiche technique
Sauf indication contraire ou complémentaire, les informations mentionnées dans cette section peuvent être confirmées par la base de données Unifrance
- Titre original : Qui m'aime me suive !
- Titre international : Just the Three of Us[2]
- Réalisation : José Alcala
- Scénario : José Alcala et Agnès Caffin, avec la collaboration d'Antoine Lacomblez[réf. nécessaire]
- Décors : François Girard
- Costumes : Christel Birot
- Photographie : Philippe Guilbert
- Son : Pascal Ribier
- Montage : Frédérique Broos et Monica Coleman
- Musique : Fred Avril
- Production : Nicolas Blanc et Robert Guédiguian
- Sociétés de production : Agat Films & Cie - Ex Nihilo ; Apollo Films et France 3 Cinéma
- SOFICA : Manon 9, Sofitvciné 6
- Sociétés de distribution : Apollo Films ; Axia Films Inc. (Québec), Paradiso Entertainment (Belgique), Praesens film (Suisse romande)
- Pays d'origine :  France
- Langue originale : français
- Format : couleur
- Genre : road movie
- Durée : 90 minutes
- Dates de sortie :
  - France, Suisse romande : 20 mars 2019

## Distribution
- Daniel Auteuil : Gilbert, ancien garagiste
- Catherine Frot : Simone
- Bernard Le Coq : Étienne
- Vanessa Paric : Nathalie, fille de Gilbert et Simone
- Solam Dejean-Lacréole : Terence, fils de Nathalie
- Diouc Koma : Harold, le nouveau voisin
- India Hair : Sandra
- Olivier Loustau : Santana, le gitan
- Anne Benoît : Rosine
- Thomas Walch : Guillaume
- MaisonClose : le groupe de rock

## Production
Lieux de tournage : département de l'Hérault, notamment le lac du Salagou et la côte méditerranéenne, du côté d'Agde et de Sète (Hérault).

## Sortie vidéo
Le film sort en DVD le 24 juillet 2019. 